# Melissa Hoar
Melissa Hoar (* 26. Januar 1983 in Moruya) ist eine australische Skeletonpilotin.
Melissa Hoar lebt in Dalmeny und betreibt seit 2004 Skeleton. Sie wird von Terry Holland und Ross Smith trainiert. Ihr internationales Debüt gab die Australierin im November 2004 im Rahmen des America’s Cup. Im Februar 2005 gewann sie ihr erstes Rennen im Rahmen des Challenge Cup. Im selben Monat wurde sie in Calgary bei ihrer ersten Teilnahme an einer Skeleton-Weltmeisterschaft überraschend 13., nachdem sie erst elf Wochen aktiv den Sport betrieb. Im November 2005 debütierte Hoar im Skeleton-Weltcup. Ihr erstes Rennen bestritt sie in Calgary, wo sie 18. wurde. Zwei Rennen später belegte sie den fünften Platz und erreichte damit ihre erste Platzierung unter den besten Zehn und zugleich ihr bislang bestes Ergebnis in diesem Wettbewerb. Bei der Qualifikation zu den Olympischen Spielen 2006 konnte sie sich gegen Michelle Steele nicht durchsetzen, gewann aber im Februar 2006 in Igls Gold bei der Junioren-Weltmeisterschaft. In beiden Läufen fuhr sie die Bestzeiten und verwies die Deutschen Julia Eichhorn, Marion Trott und Kati Klinzing sowie ihre Teamkameradin Michelle Steele auf die folgenden Ränge. In der nacholympischen Saison 2006/07 erreichte sie mit dem 18. Rang in der Gesamtwertung des Weltcups ihr bislang bestes Resultat in dieser Wertung.